# Петровский путевой дворец
Петро́вский путево́й (подъездно́й) дворе́ц на Тверском тракте (Ленинградский проспект) — путевой дворец на въезде в Москву со стороны Петербурга. Возведён в 1776—1780 годах по проекту архитектора Матвея Казакова и представляет собой образец русской неоготической архитектуры.
Екатерина II отдала приказ на строительство дворца в связи с успешным завершением Русско-турецкой войны 1768—1774 годов, он служил резиденцией для знатных особ после долгой дороги из Петербурга в Москву (отсюда его название — «путевой»). Под строительство были выделены пустующие земли, принадлежавшие в те времена Высоко-Петровскому монастырю.
В настоящее время дворец находится в районе Аэропорт, ближайшая к нему станция метрополитена — «Динамо». Позади дворца находится сохранившаяся часть Петровского парка, разбитого в начале XIX века.

## История

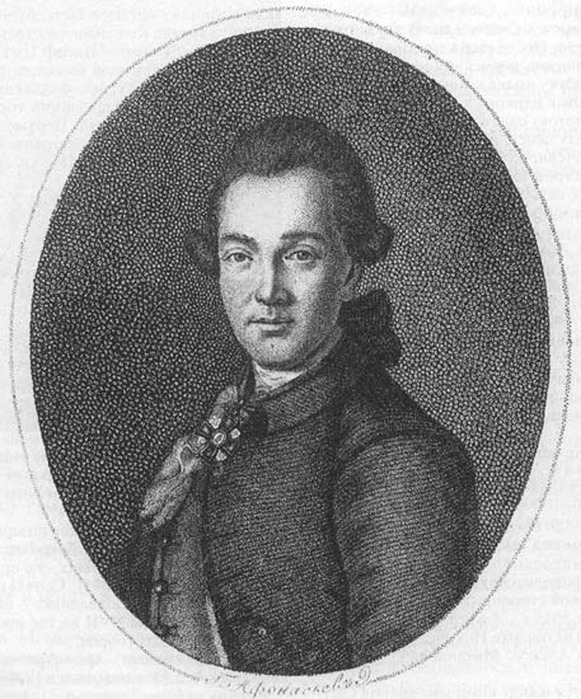
Портрет архитектора Матвея Казакова, XVIII век

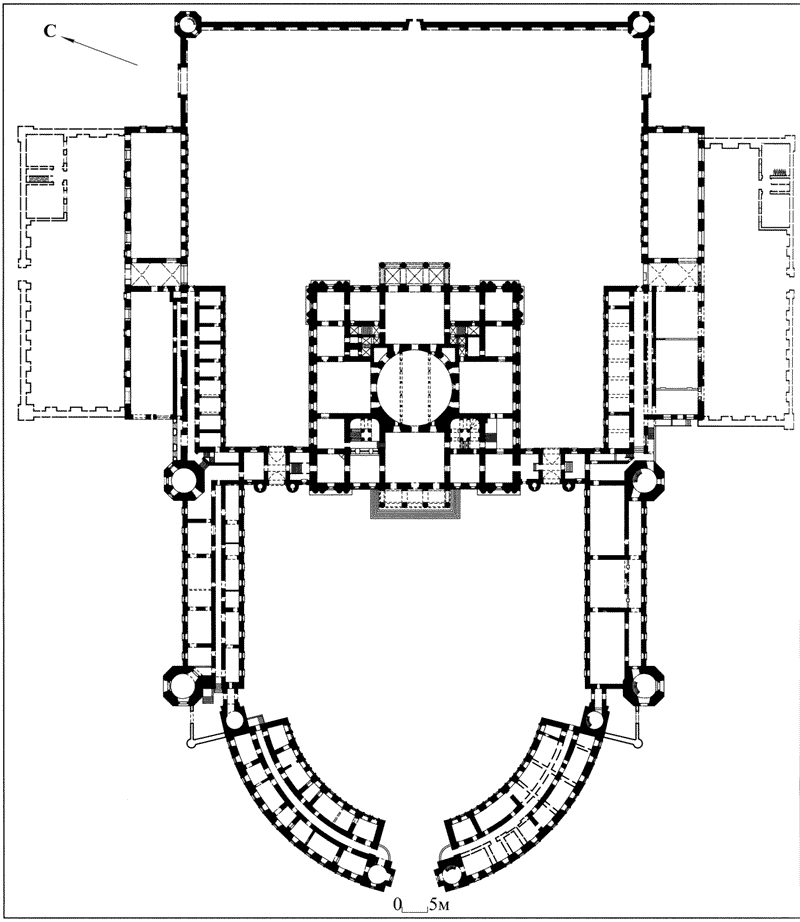
План Петровского дворца в 1830-х годах

### Строительство дворца
В 1770-х годах Екатерина Великая приняла решение о строительстве нового дворца, который использовался бы для непродолжительных остановок на пути из Санкт-Петербурга в Москву. В те времена путешествия монархов подразумевали частые остановки в путевых дворцах. Такие дворцы существовали на пути в Троице-Сергиеву лавру — Тайнинский и Воздвиженский дворы, а также в уездах — в Твери, Торжке, Подольске. Помимо практической пользы, возведение Петровского путевого дворца носило также символический характер и было связано с победой России в русско-турецкой войне и подписанием Кючук-Кайнарджийского мира. Руководство строительством было поручено Василию Баженову, но вскоре передано Матвею Казакову.
В июне 1776 года до официальной закладки дворца, состоявшейся в сентябре, Матвей Казаков озаботился поисками хорошего мастера для наружных скульптурных украшений. Благодаря активности главного архитектора, работу удалось завершить в относительно короткие сроки — основные строительные работы были окончены в 1779 году, а внутренняя декоративная отделка в 1783-м. Об оперативности строительства свидетельствуют также проектные рисунки архитектора с изображением дворца в процессе возведения, которые во многих деталях отличаются от реально построенного здания. Согласно сохранившимся планам, дворец должен был иметь больше украшений. Несмотря на эти различия, значительных изменений в оригинальную композицию внесено не было.
Екатерина II останавливалась во дворце всего дважды: в 1785 году она провела там четыре дня на пути из Новгорода и десять дней по дороге из Крыма в 1787-м. Существует предание (достоверность которого не проверена), согласно которому императрица, пребывая во дворце, отпустила личную свиту и караул, пожелав оставаться «под охраной своего народа». Следствием этого стало массовое стечение людей, едва не спровоцировавшее давку. После Павла I российские монархи использовали Петровский дворец как последнюю остановку на пути на коронацию в Кремле.

### XIX век

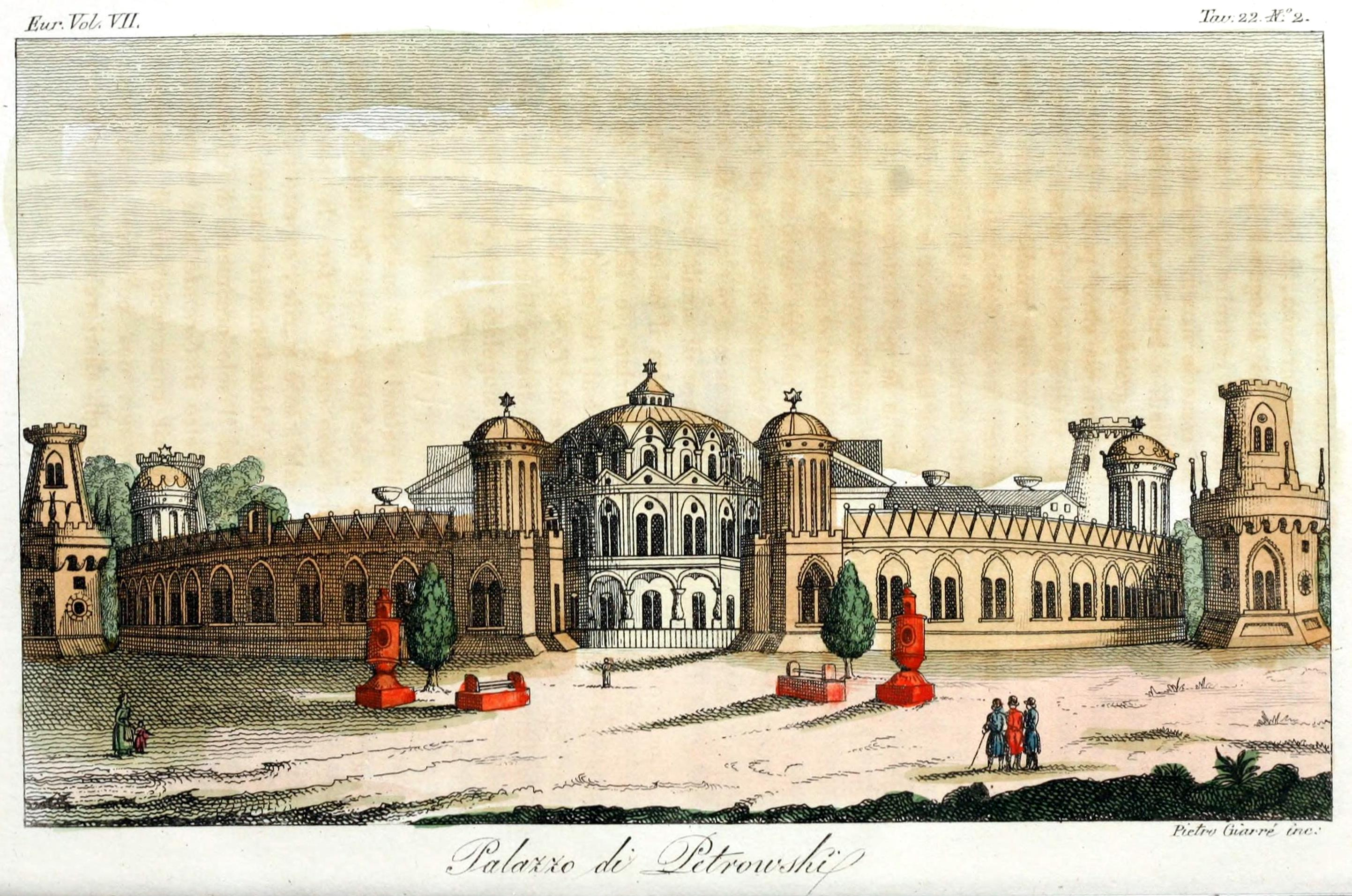
Дворец в 1811 году

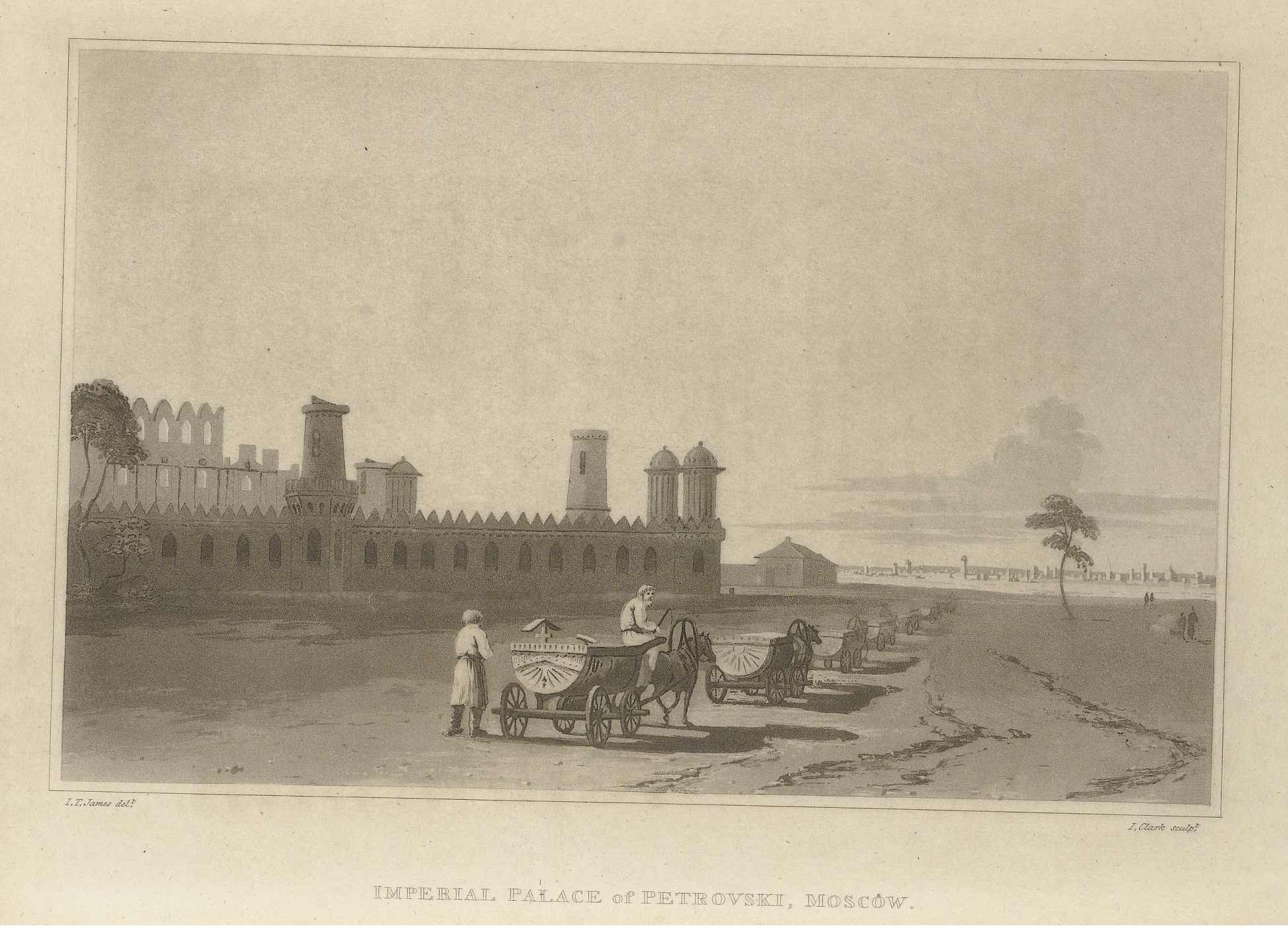
Руины Петровского путевого дворца после пожара 1812 года

С 4 по 9 сентября 1812 года, уходя из горящей Москвы, во дворце пребывал Наполеон, а императорская гвардия, расположилась в землянках вокруг. Один из французских генералов вспомнил это вынужденное путешествие так:
Невозможно было попасть туда по прямой дороге из-за огня и ветра, нужно было пересечь западную часть города через руины и золу, чтобы добраться до окраины. Когда мы добрались туда, уже наступила ночь.
Французские войска не тронули дворец, однако после их ухода из города здание было разграблено местными крестьянами. В 1830 году дворец был переоборудован под холерный карантин. После реконструкции конца 1830-х годов комплекс использовался как загородная резиденция императорской семьи.
После разграбления 1812 года архитектурные работы во дворце возобновились только при Николае I. В 1826 году архитектором Иван Таманским, назначенным лично императором, был разработан план восстановления дворца, предполагавший масштабные внутренние и наружные работы. Архитектор произвёл реконструкцию по оригинальным планам Казакова. Был значительно преобразован внутренний декор: перекрытия главного зала первого этажа сменили на колонны, лепнина Круглого зала заменена росписью «гризайль», аванзалы украсили композиции из доспехов. В 1834—1836 годах планировалась перестройка здания. Московские архитекторы Михаил Лопыревский и П. Таманский разработали проекты масштабных архитектурных преобразований, которые должны были изменить фасадную часть постройки. Предполагалось стилистически приблизить фасады к английским образцам, сделав их более «готическими», однако эти проекты реализованы не были. В 1836—1837 годах по случаю приезда в Москву императора Николая I во дворце была осуществлена реконструкция парадной лестницы и фасадов, также было начато возведение в парке вокзала, завершившаяся в 1839 году.
Впоследствии вплоть до 1910-х годов преобразования и реставрацию приурочивали к коронациям императоров. Торжественный ужин и бал, устраиваемые в честь восшествия на престол нового монарха, традиционно проходили в Петровском дворце. В преддверии коронации Александра II в окрестностях дворца был выстроен большой царский павильон, окружённый галереями. Между накрытыми для народа столами были установлены фонтаны с мёдом, вином и чаем. Журналист газеты «The Times» Генри Сазерленд Эдвардс, присутствовавший на празднованиях, так описывал происходившее во дворце:
В разных местах в окрестностях дворца возвели небольшие летние дома для размещения военных оркестров. Справа и слева, параллельно Петровскому дворцу, находились две ледяные горы (с искусственным или бутафорским льдом), похожие на два подвесных моста;  под прямым углом к ним, были построены небольшие театры, похожие на кофейни с Елисейских полей. Был также цирк, и юная леди – его надежда и гордость, – с гибкостью танцевавшая на спине лошади...
В мае 1896 года в Петровском дворце на несколько дней останавливался Николай II, прибывший в Москву на свою коронацию. По прошествии нескольких дней после коронации во дворцовом храме прошла панихида по погибшим неподалёку от дворца в массовой давке на Ходынском поле при раздаче праздничных подарков .
Во время Первой мировой войны в Петровском дворце, как и в некоторых других, располагался госпиталь, а для облегчения транспортировки раненых во двор провели трамвайные пути. В северо-восточной стороне от дворца долгое время находился хвойный лес, на юго-западе — Ходынское поле, только в 1827 году по проекту Адам Менеласа вокруг дворца был разбит регулярный парк, ставший популярным местом для дневных прогулок. Литературный критик Виссарион Белинский писал: «Во всей Москве и окрестностях нет ничего лучше. Здесь есть все: природа, деревня и город». В 1835 году в парке появился деревянный театр в неоклассическом стиле, а в 1837 году также увеселительное заведение «Воксал», в котором в ранние годы выступал Антон Рубинштейн, а также проходил концерт Ференца Листа. В середине XIX века неподалёку появился ресторан «Яр», а в XX веке одноимённое заведение располагалось в близлежащем отеле «Советский».

### XX век

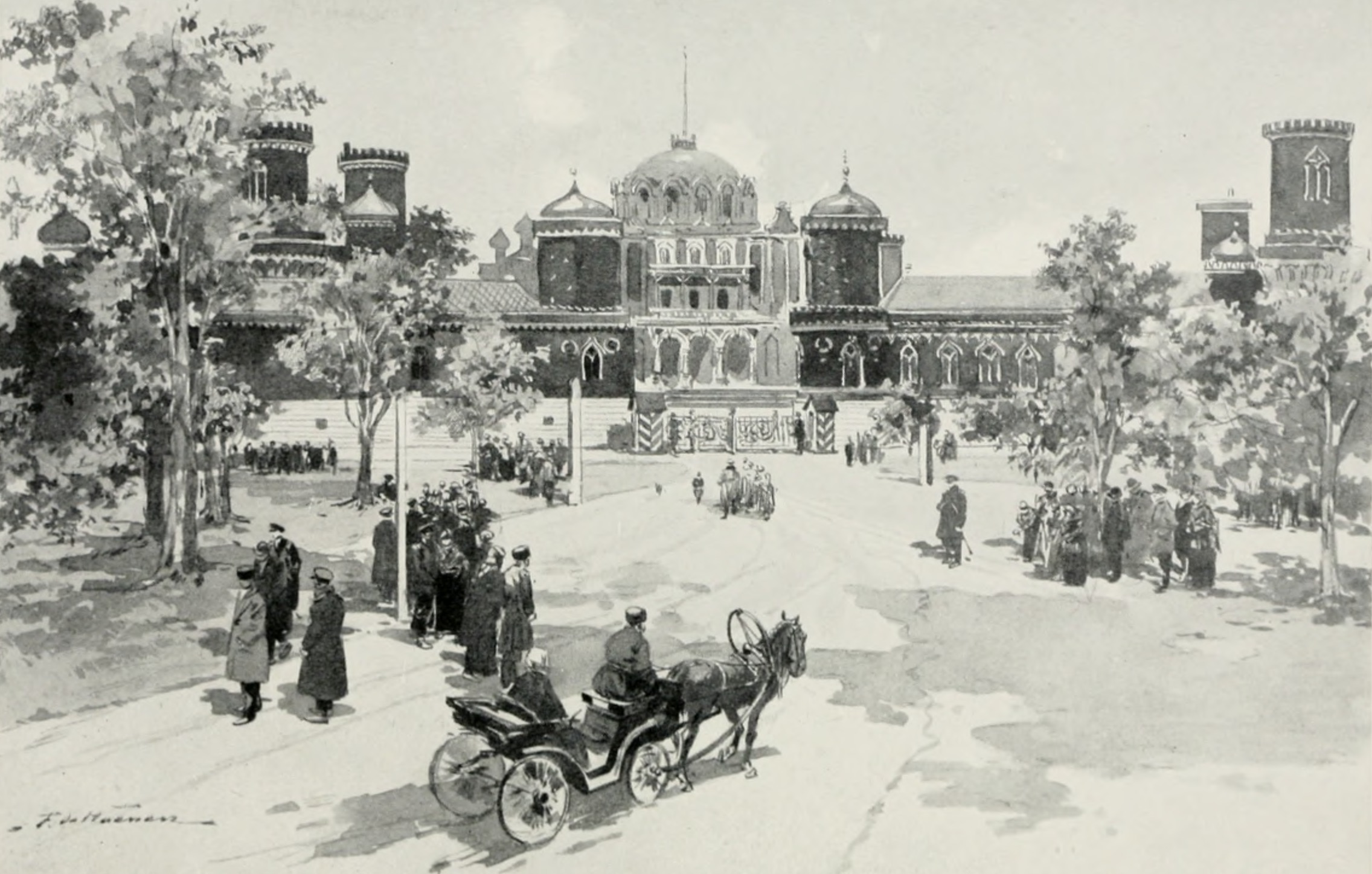
Фредерик де Ханен — Изображение дворца в 1913 году

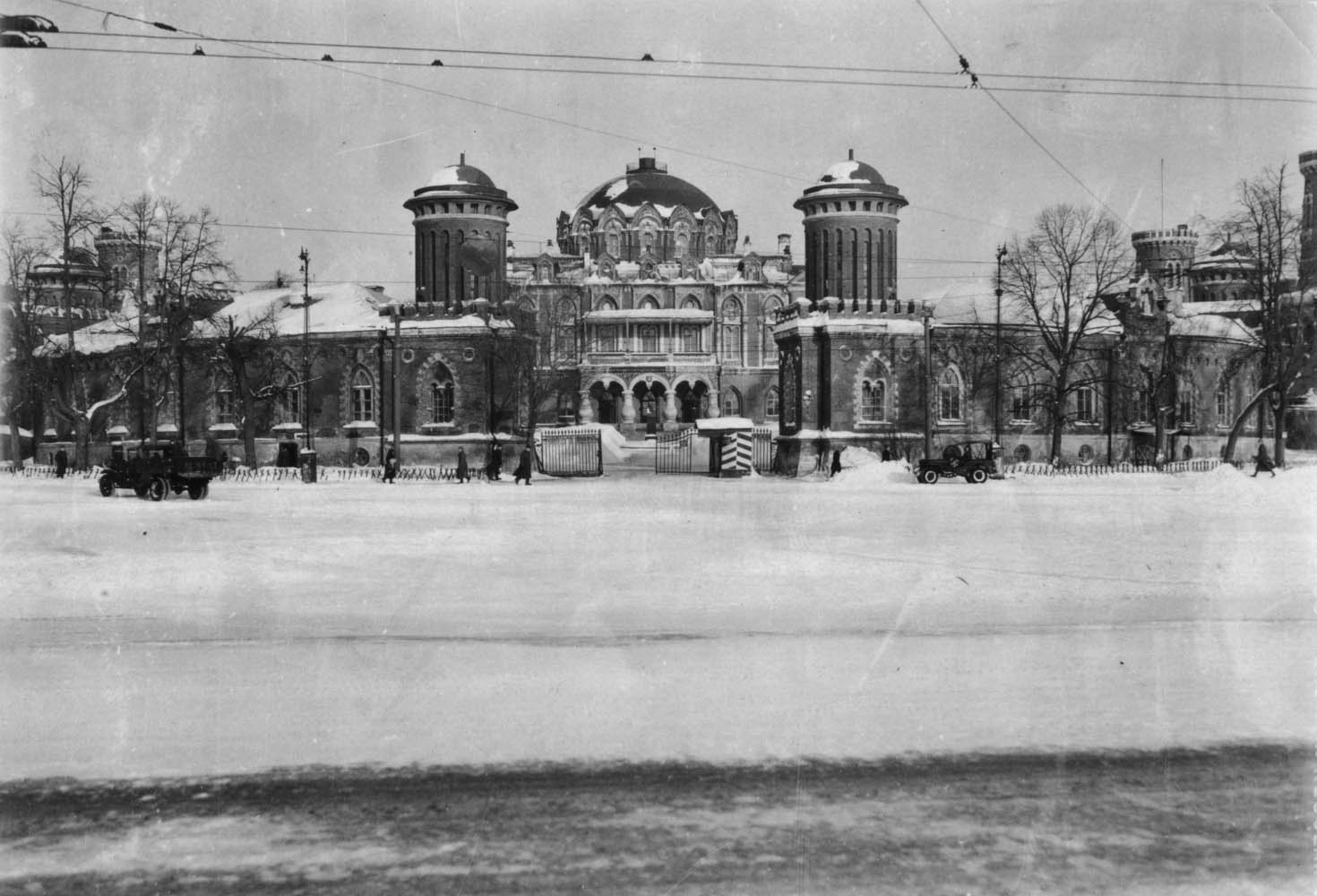
Петровский путевой дворец во время Второй мировой войны, 1942 год

После февраля 1917 года дворец продолжал находиться в юрисдикции Московского дворцового управления. В марте того же года в нём располагались лазарет, Петровский районный комитет, милиция. После октября 1917 года дворец находился в ведении городских властей, но в соответствии с декретом Совета Народных Комиссаров от 13 июля 1918 года «О конфискации имущества низложенного российского императора и членов бывшего императорского дома» он переходит в распоряжение Наркомзема и Наркомпроса, а с декабря 1917 по июнь 1918 года — и Наркомата имуществ Республики. С октября по декабрь 1918-го левое крыло дворца было занято пулемётной командой, кратковременное пребывание которой нанесло зданию значительный урон — были сорваны обои, сломаны перегородки, разрушены уборные. На первом этаже главного корпуса была организована столовая общепита, а подсобные постройки и флигели использовались как её складские помещения.
В июле 1920 года по настоянию наркома просвещения Анатолия Луначарского комплекс передали в ведение главного управления военно-воздушного флота:
Принимая во внимание громадное будущее, которое ждет авиацию, я считаю в высшей степени целесообразным передать в ведение воздушного флота Петровский дворец, тем более, что, по моим сведениям, дворец этот приведен в почти полную негодность для жилья и вряд ли рационально сейчас используется. Авиафлот мог бы привести это здание в жилое состояние. Не трудно договориться о постоянном контроле со стороны вашего отдела за зданием, который ни в каком случае не допустил бы ущерб ему, как историческому и художественному памятнику. <...> Я всячески настаивал бы на необходимости утилизировать дворец именно для этой цели.
В 1923 году во дворец въехала Академия Воздушного флота имени Н. Е. Жуковского, она начала комплексное переустройство здания для своих нужд, а название сменилось на Дворец Красной авиации. В главном корпусе дворца вновь открылась столовая, а также были устроены кабинеты администрации и библиотека, левое крыло отдали типографии, правое переоборудовали в лабораторию, во флигелях разместили работников академии. Если в главных залах первого этажа частично сохранился архитектурный декор, то второй и третий были полностью перепланированы. Например, появилась вентиляционная труба, протянутая через фасад, в левом крыле заменили перекрытия, а в правом появились топливный бак и угольная яма. Осенью 1941 года в здании базировались штабы авиации дальнего действия и войск ПВО. В послевоенный период в комплексе вновь были размещены корпусы Военно-воздушной инженерной академии имени Н. Е. Жуковского (одним из выпускников которой впоследствии был Юрий Гагарин).
С 1997 года дворец находится в ведении администрации города. В 1998-м, по инициативе мэра Москвы Юрия Лужкова, Дворцу Красной авиации было возвращено прежнее название — Петровский путевой дворец. По причине многочисленных преобразований сохранились лишь немногие исторические фрагменты: декоративное оформление Круглого зала и четырёх аванзалов, главная лестница, а также некоторые предметы мебели. С 1998 года во дворце проводили реставрационные работы.

### XXI век
С 2011 года на втором этаже и флигелях дворца располагается гостиничный комплекс, а первый этаж передан музею. Дворец является также официальным Домом приёмов правительства Москвы. Ближайшие к дворцу (320—350 м) станции метро — «Динамо» и «Петровский парк».

## Архитектура

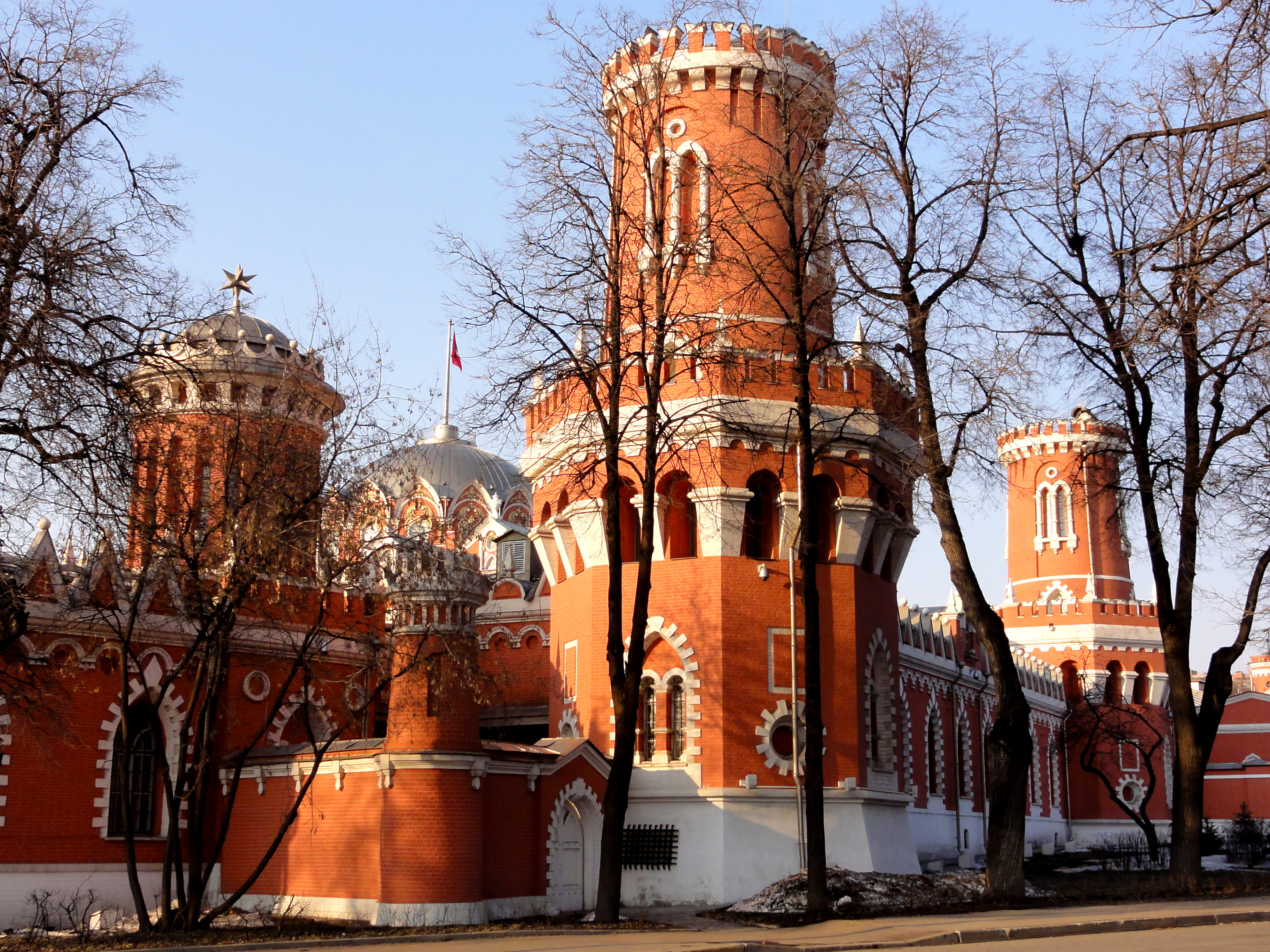
Петровский Путевой (Подъездной) дворец, 2011 год

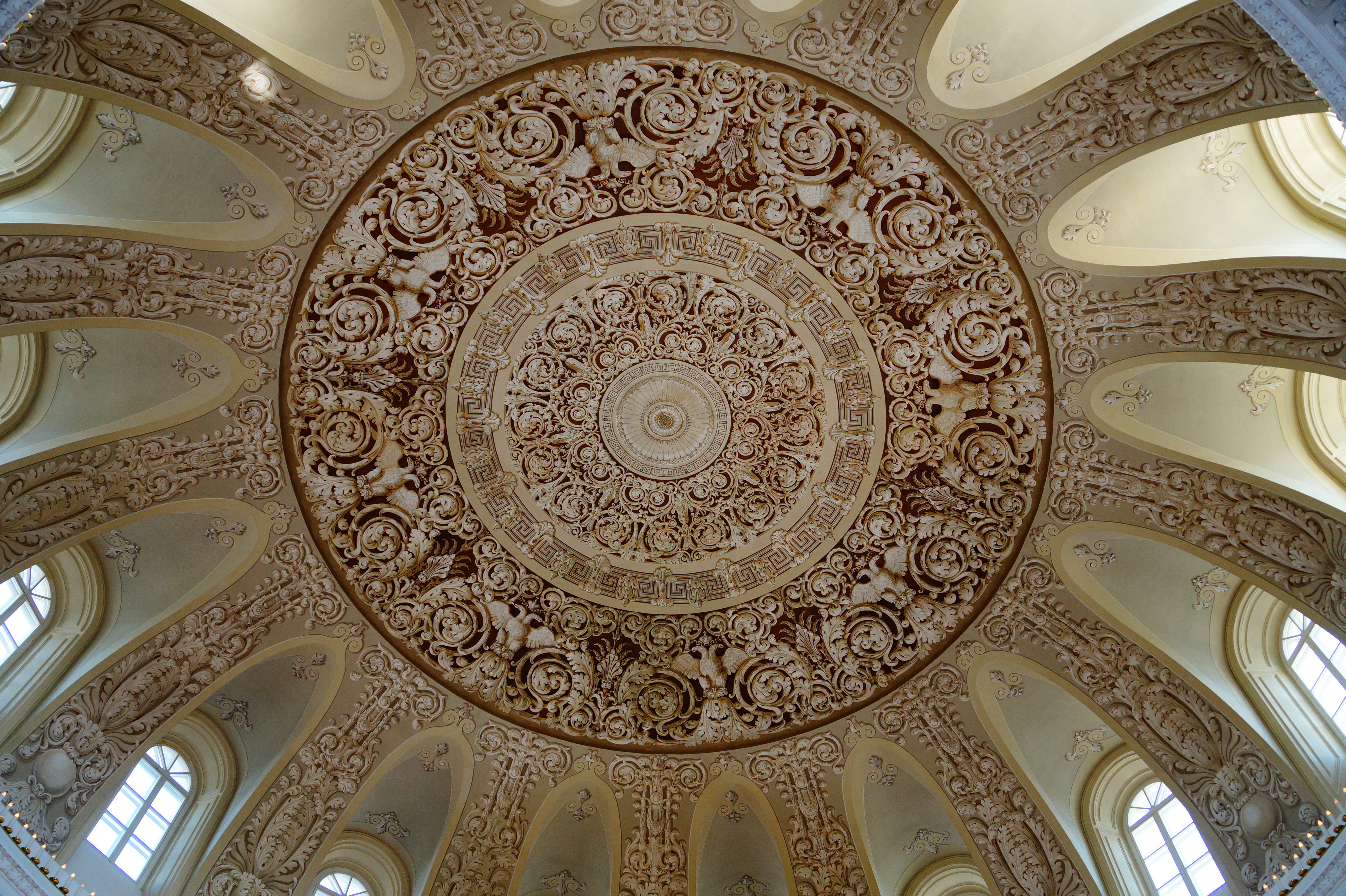
Купол дворца изнутри, 2015 год

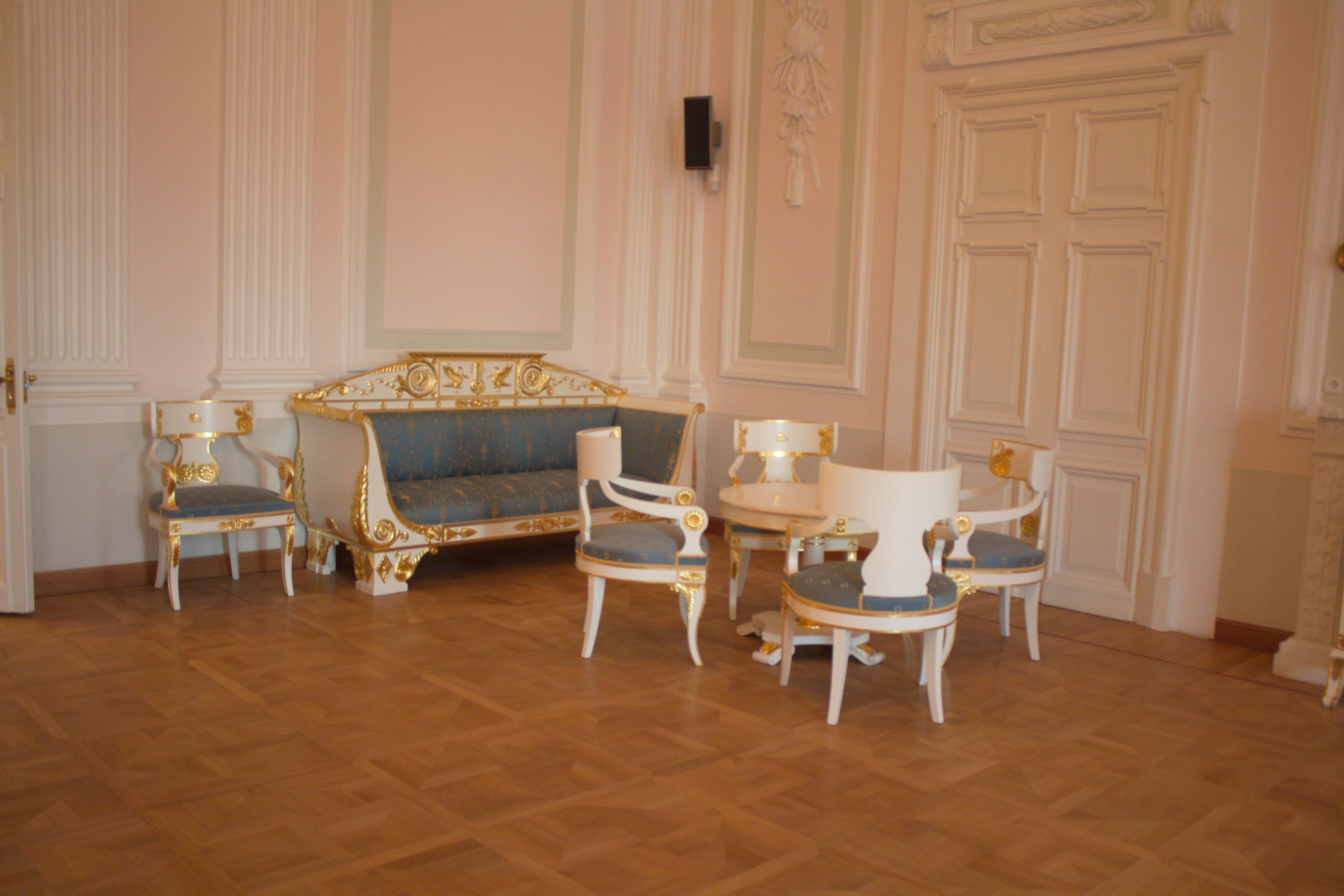
Интерьеры дворца после реконструкции, 2012 год

Архитектор Матвей Казаков, никогда не выезжавший за пределы России и не посещавший Санкт-Петербурга, сумел создать уникальный архитектурный комплекс, сочетающий черты готического возрождения (факельные колонны у основного фасада) и мотивы средневековой русской архитектуры (известняковой орнамент на кирпичных стенах). Англичанин Уильям Кент создал своеобразный неоготический стиль, в котором декоративные элементы, свойственные архитектуре позднего Средневековья, располагались в соответствии с пропорциями классицизма. Нечто подобное можно наблюдать и Петровском путевом дворце.
Хотя четко обозначенные скатные фронтоны и мансардные окна создают фрагментированный образ, внешний вид унифицирован благодаря большому куполу над ротондой с ярким штукатурным орнаментом в центре комплекса. Стрельчатые окна в барабане купола центрального Круглого зала, по образцу европейских готических церквей, рассеивают свет и придают всему помещению лёгкость. Вокруг главного зала располагались четыре квадратных аванзала, предназначенных для торжественных церемоний. План дворца включал также фланговые крылья с башенками, простирающиеся от основного фасада до низкой полукруглой стреловидной поверхности с двумя сторожевыми башнями у входных ворот. Украшающие служебные корпуса и ограду заднего двора зубчатые башни, придают комплексу сходство как с крепостным сооружениями, так и с боярской усадьбой XVII века. Хотя дворец выполнен преимущественно в неоготическом стиле, характерном для загородной застройки того времени, как внутренний, так и внешний дизайн испытал сильное влияние барокко, особенно это заметно на примере окна, окружающего купол. Казаков также добавил к прилегающему парку шестигранную башню, напоминающую мусульманский минарет. Подобная стилистическая эклектичность во многом предвосхитила развитие русского стиля в конце XIX века.
Из материалов Экспедиции кремлёвского строения известно, что к строительству дворца привлекли значительное число иностранных мастеров, в том числе, лично знакомого с Казаковым австрийского скульптора Иоганна Юста, занимавшегося выполнением наиболее сложных наружных и внутренних декоративных работ. Ему принадлежало скульптурное оформление Круглого зала, коринфские капители, гирлянды и некоторые другие элементы декора. Русские мастера осуществляли земляные работы, а также занимались подручными делами в строительстве — в частности, созданием купола и покрытием его железом.
Иоганн Юст окончил наружные декоративные работы в октябре 1778 года. Недавние исследования реставраторов показали, как именно выглядел современный керамический декор. Купол покрыли белой жестью, для кровель использовали красную черепицу, а для слуховых окон и крыш над лестничными клетками главного зала черепицу, визуально похожую на позолоту. Наружные стены, также как и гирлянды и рога изобилия, были окрашены суриком с киноварью; карнизы между этажами, наличники и пинакли — в желтовато-розовый цвет, колонны и полуколонны — в насыщенно розовый. Стены аванзалов, купол Круглого зала и главную лестницу обрамили лепниной. Особенно примечательны гипсовые портреты с изображениями русских князей от Рюрика до Владимира на стенах залов: они выполнены Юстом по образцам аналогичных портретов Федот Шубина для Чесменского дворца в Санкт-Петербурге. Это символически отсылает к победоносным походам русских князей в Византию.
Петровский путевой дворец имеет стилистическую и символическую общность с Ходынским комплексом, также возведенным в честь победы России над Турцией в войне 1768—1774 годов. Элементы дворцового декора символизируют богатство, изобилие, монументальность, нерушимость и величие государства. Пересекающиеся рога изобилия украшали окна главного дворцового фасада. Их использование соответствует интерпретации Нестора Амбодика, предоставляющего наиболее полные сведения о символических смыслах архитектурных элементов того времени:
Пирамида стоящая есть знак славы и памяти добрых государей; лежащая или опрокинутая, означает разрушение царств, начало и конец человеческой жизни"; "Рог изобилия есть рог, наполненный цветами и плодами всякого рода, либо деньгами, златищами, сребренниками, медальми, жемчугом и дорогими камнями, оттуда сыплющимися. Оным вообще означаются богатство, великодушие, изобилие всех благ, счастье, щедрость, великое имение, приобретенное трудами, торговлею, силою, могуществом, победами. Он поставляется обыкновенным знаком всех древних божков, государей, героев и других славных мужей. Два рога, крестообразно себя пресекающие, означают чрезвычайное изобилие богатств, или плодов земных.

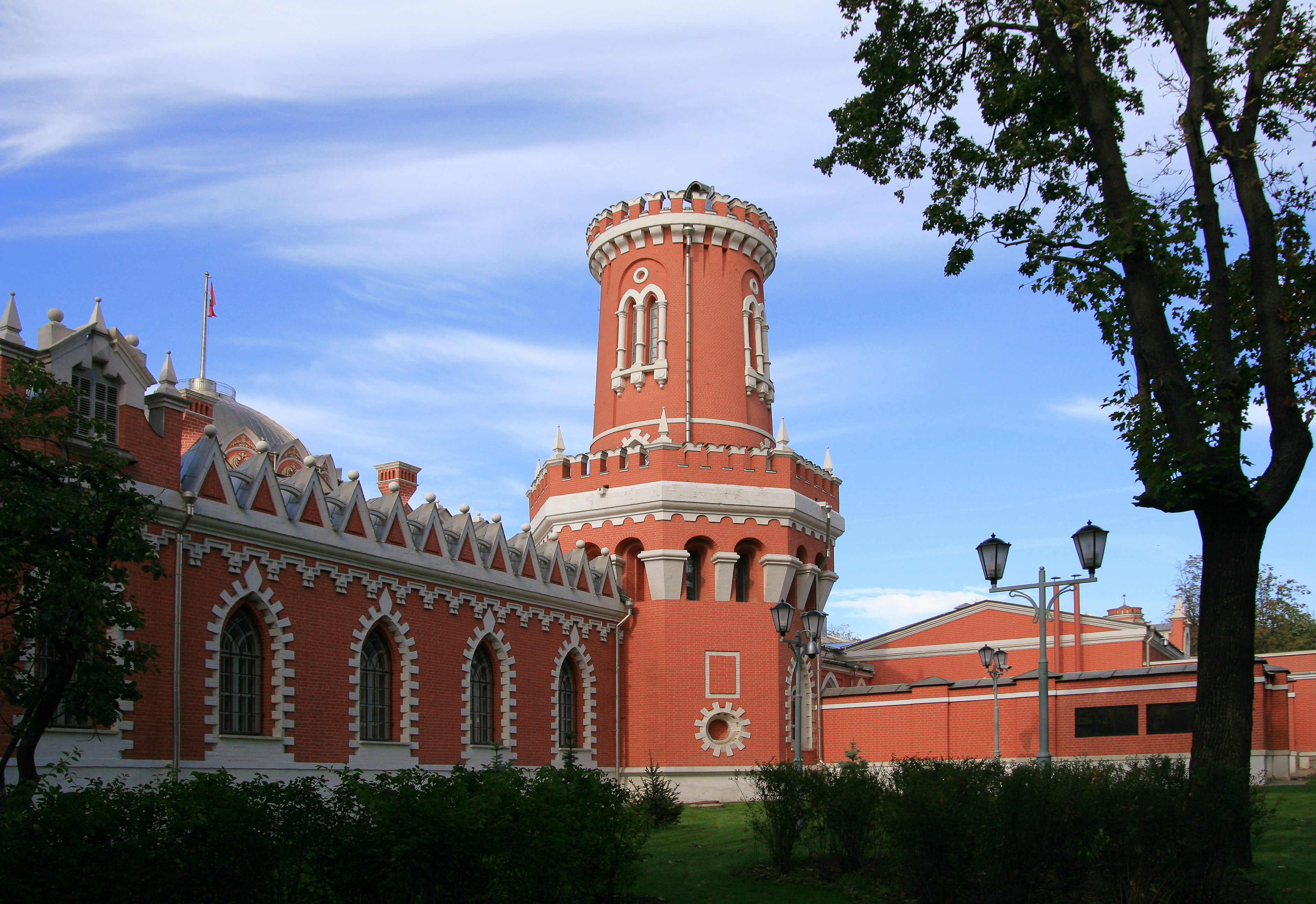
Петровский путевой дворец, 2009 год
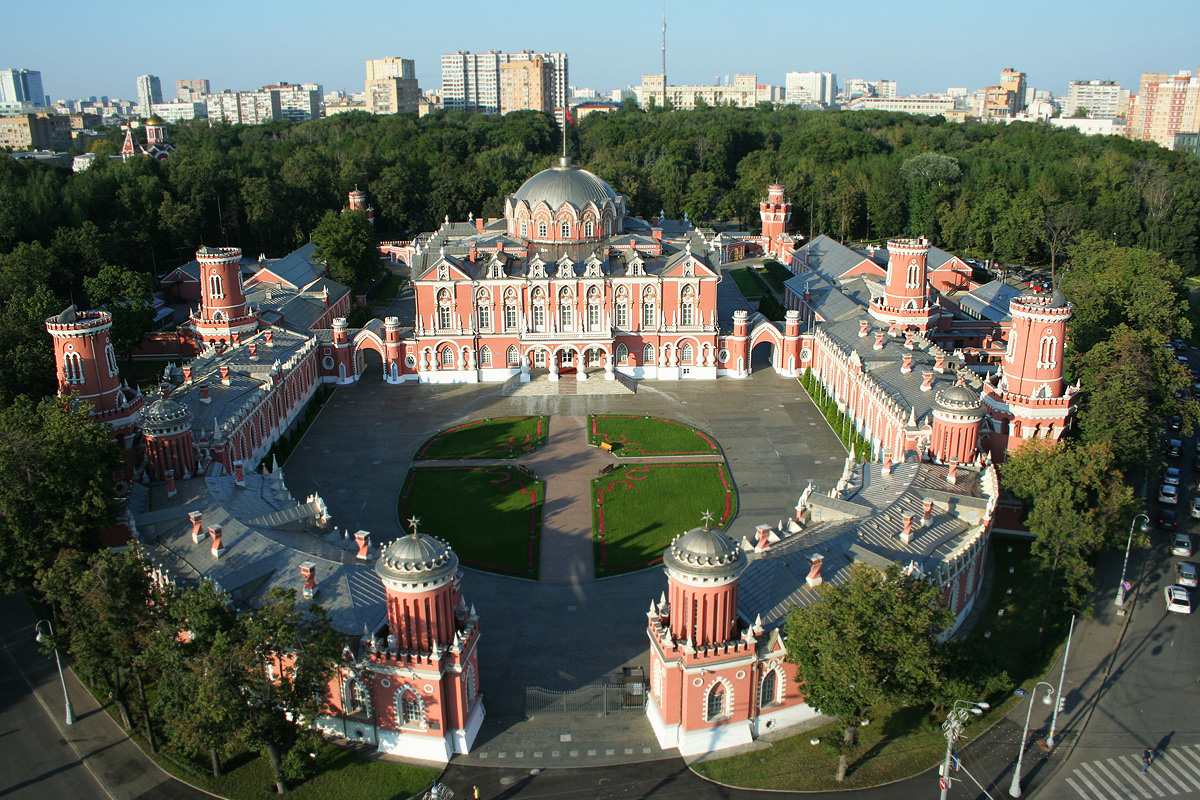
Аэрофотосъёмка дворца, 2013 год
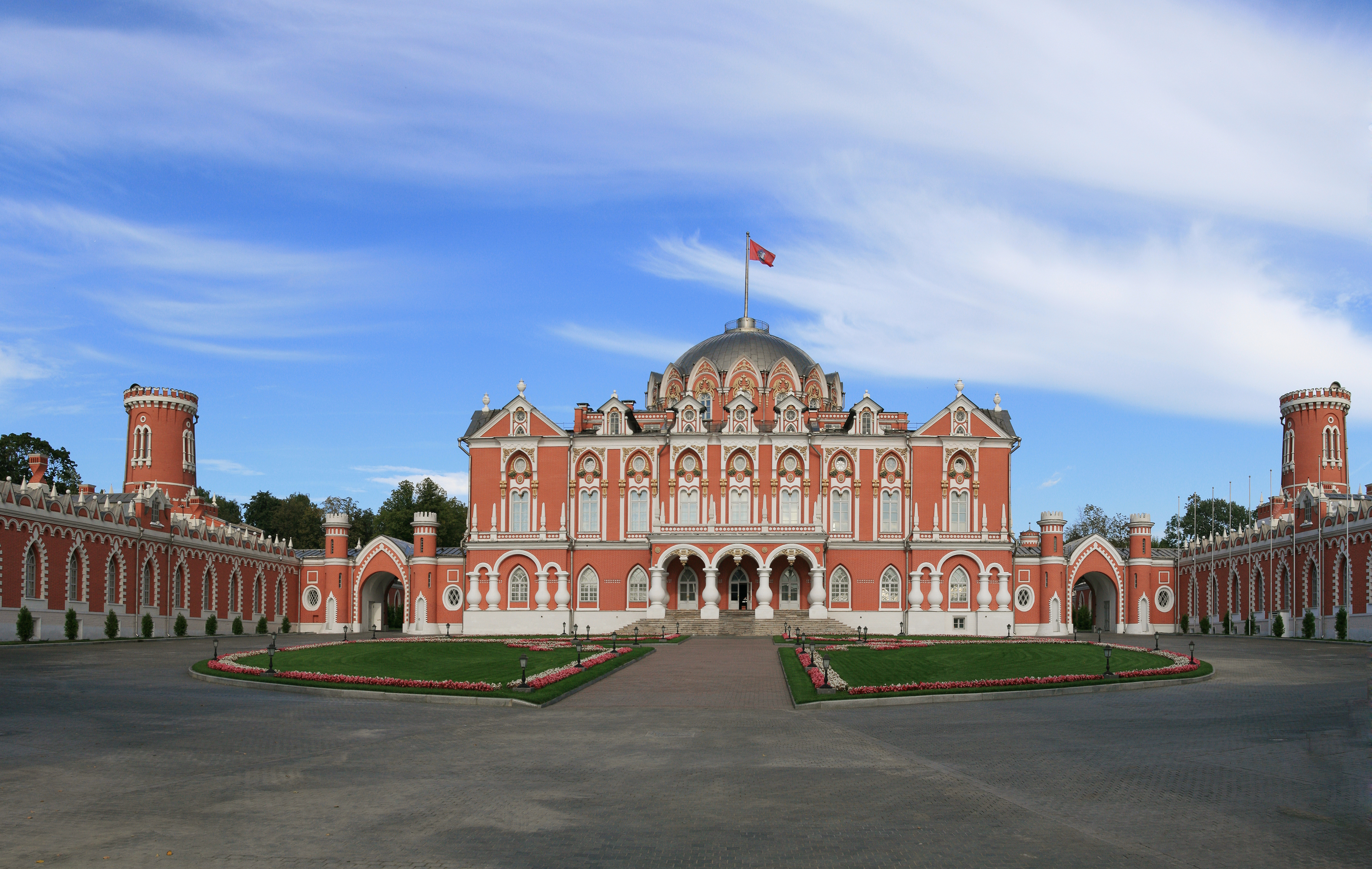
Территория дворца, 2009 год
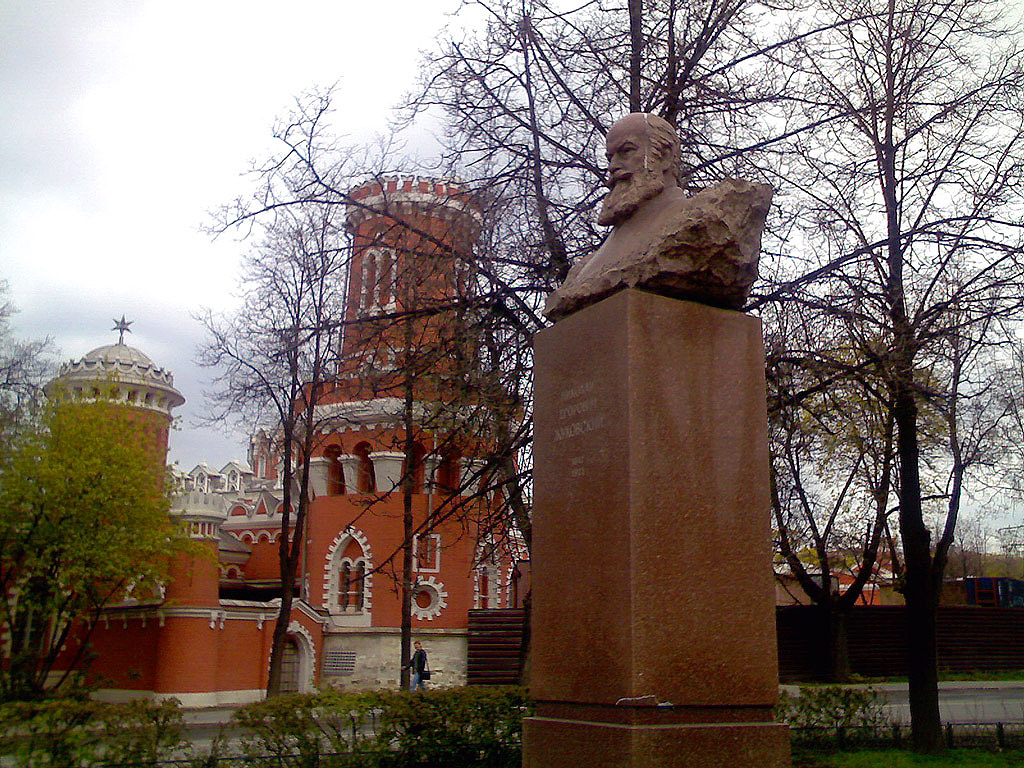
Памятник Николаю Жуковскому возле дворца, 2007 год

## В культуре и искусстве

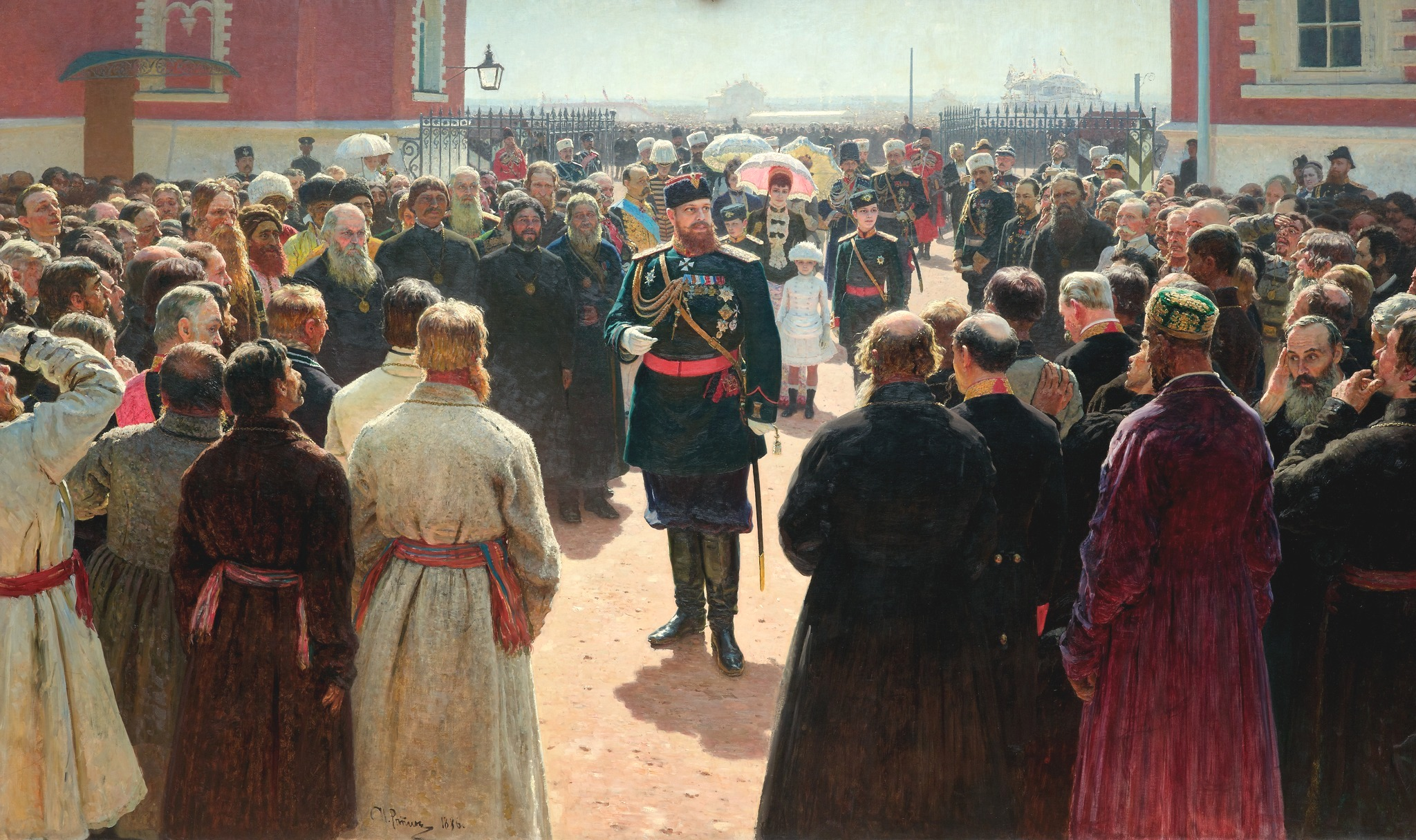
Приём волостных старшин Александром III во дворе Петровского дворца. 1885—1886, И. Репин

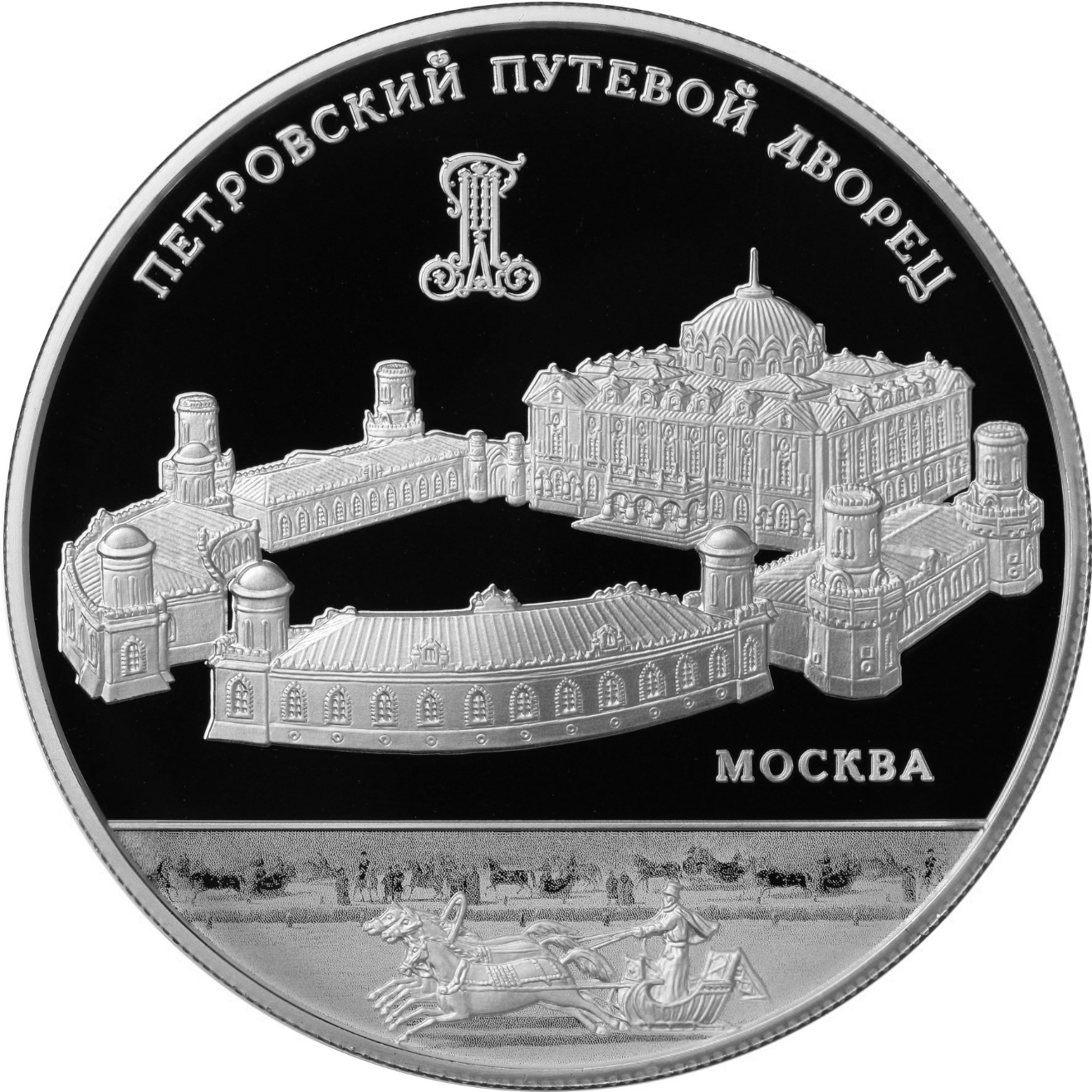
Петровский путевой дворец на монете Банка России, серебро, 25 рублей, 2015 год

- Дворец упоминается в «Евгении Онегине» Александра Пушкина:

Вот, окружён своей дубравой,

Петровский замок. Мрачно он

Недавнею гордится славой.

Напрасно ждал Наполеон,

Последним счастьем упоённый,

Москвы коленопреклонённой

С ключами старого Кремля:

Нет, не пошла Москва моя

К нему с повинной головою.

Не праздник, не приёмный дар,

Она готовила пожар

Нетерпеливому герою.

Отселе, в думу погружён,

Глядел на грозный пламень он.

Прощай свидетель нашей славы,

Петровский замок…
- Английский писатель Джеймс Холман, бывший в России в 1822 году и описавший своё путешествие в мельчайших деталях, упоминает Путевой дворец как место примечательное лишь непродолжительным пребывания Наполеона[15].
- В 1841 году по дороге из Санкт-Петербурга на Кавказ, в Петровском дворце недолго останавливался Михаил Лермонтов. Этот визит оказался его последним посещением Москвы[3].
- Английский писатель Льюис Кэрролл в «Дневнике путешествия в Россию в 1867 году» упомянул о посещении Петровского дворца.
- На одной из картин Ильи Репина изображен приём Александром III волостных старшин во дворе Петровского путевого дворца.
- В 2015 году Банком России выпущена серебряная монета номиналом 25 рублей в серии «Памятники архитектуры России», посвященная дворцу[16].